# Nicrophorus argutor
Nicrophorus argutor es un coleóptero de la familia de los sílfidos propio de Rusia,  China, Mongolia y Kazajistán. 